# One Night in Miami
One Night in Miami is een Amerikaanse dramafilm uit 2020 onder regie van Regina King. Het script werd geschreven door Kemp Powers en is een verfilming van zijn gelijknamig toneelstuk uit 2013. De hoofdrollen worden vertolkt door Kingsley Ben-Adir, Aldis Hodge, Leslie Odom jr. en Eli Goree.

## Verhaal
Op 25 februari 1964 verovert bokser Cassius Clay na een duel tegen Sonny Liston zijn eerste wereldtitel. Na afloop heeft hij in Miami een ontmoeting met drie andere Afro-Amerikaanse iconen: Nation of Islam-leider Malcolm X, gewezen footballspeler en toekomstig acteur Jim Brown en zanger Sam Cooke. Terwijl de vier beroemde vrienden Clay's verrassende wereldtitel vieren, komt ook de situatie van de zwarte gemeenschap in de Verenigde Staten ter sprake en delen ze vurig hun uiteenlopende opvattingen over hoe de strijd om gelijkheid gevoerd moet worden.

## Rolverdeling
| Acteur                | Personage       |
| --------------------- | --------------- |
| Kingsley Ben-Adir     | Malcolm X       |
| Aldis Hodge           | Jim Brown       |
| Leslie Odom jr.       | Sam Cooke       |
| Eli Goree             | Cassius Clay    |
| Lance Reddick         | Broeder Kareem  |
| Christian Magby       | Jamaal          |
| Nicolette Robinson    | Barbara Cooke   |
| Joaquina Kalukango    | Betty Shabaz    |
| Michael Imperioli     | Angelo Dundee   |
| Lawrence Gilliard jr. | Bundini Brown   |
| Beau Bridges          | Mr. Carlton     |
| Jerome A. Wilson      | Elijah Muhammad |
| Aaron D. Alexander    | Sonny Liston    |

## Productie
Scenarist Kemp Powers schreef met het toneelstuk One Night in Miami een gefictionaliseerd verslag van een waargebeurde ontmoeting tussen vier iconen van de Afro-Amerikaanse gemeenschap: Cassius Clay, Sam Cooke, Jim Brown en Malcolm X. De eenakter werd in 2013 voor het eerst opgevoerd. De première wekte vanwege de beroemde hoofdpersonages en sterke dialogen interesse van verschillende topacteurs en investeerders.
Nadien schreef Powers zelf een filmversie van zijn eigen toneelstuk. In juli 2019 raakte bekend dat de verfilming zou geregisseerd worden door actrice Regina King. Voor King, die eerder al verscheidene televisieproducties had geregisseerd, betekende het haar debuut als filmregisseuse.
In januari 2020 gingen de opnames van start in New Orleans (Louisiana) en raakte de casting van hoofdrolspelers Kingsley Ben-Adir, Leslie Odom jr., Eli Goree en Aldis Hodge bekend. In juli 2020 verwierf Amazon Studios de wereldwijde distributierechten.

## Release
De film ging op 7 september 2020 in première op het filmfestival van Venetië. Op 25 december 2020 werd de film in een select aantal Amerikaanse bioscopen uitgebracht. De première op Prime Video, de streamingdienst van Amazon, is gepland voor 15 januari 2021.

## Prijzen en nominaties
| Jaar | Prijs                  | Categorie                  | Genomineerde(n)               | Uitslag     |
| ---- | ---------------------- | -------------------------- | ----------------------------- | ----------- |
| 2021 | Golden Globes          | Beste regie                | Regina King                   | Genomineerd |
| 2021 | Golden Globes          | Beste acteur in een bijrol | Leslie Odom jr.               | Genomineerd |
| 2021 | Golden Globes          | Beste originele nummer     | Leslie Odom jr., Sam Ashworth | Genomineerd |
| 2021 | Critics' Choice Awards | Beste film                 | Beste film                    | Genomineerd |
| 2021 | Critics' Choice Awards | Beste regie                | Regina King                   | Genomineerd |
| 2021 | Critics' Choice Awards | Beste acteur in een bijrol | Leslie Odom jr.               | Genomineerd |
| 2021 | Critics' Choice Awards | Beste acteerensemble       | Beste acteerensemble          | Genomineerd |
| 2021 | Critics' Choice Awards | Beste bewerkte scenario    | Kemp Powers                   | Genomineerd |
| 2021 | Critics' Choice Awards | Beste originele nummer     | Leslie Odom jr., Sam Ashworth | Gewonnen    |
| 2021 | BAFTA Awards           | Beste acteur in een bijrol | Leslie Odom jr.               | Genomineerd |
| 2021 | Academy Awards         | Beste acteur in een bijrol | Leslie Odom jr.               | Genomineerd |
| 2021 | Academy Awards         | Beste bewerkte scenario    | Kemp Powers                   | Genomineerd |
| 2021 | Academy Awards         | Beste originele nummer     | Leslie Odom jr., Sam Ashworth | Genomineerd |